# 熊野神社 (横浜市神奈川区)
熊野神社（くまのじんじゃ）は神奈川県横浜市神奈川区にある神社である。旧社格は郷社。地名を冠して神奈川熊野神社（かながわ くまのじんじゃ）、東神奈川熊野神社（ひがしかながわ くまのじんじゃ）とも。

## 祭神
- 国常立尊
- 伊弉諾尊
- 伊弉冉尊

## 歴史
1087年（寛治元年）、醍醐寺座主の勝覚が熊野権現を分祀、神奈川郷の山上（現：幸ケ谷）に創建した。神奈川郷の鎮守として熊野三社大権現と称し、社地は権現山と呼ばれる。創建を同じくする金蔵院が別当寺であった。
- 1398年、社殿焼失。
- 1494年、上田政盛により再建。
- 1510年、権現山合戦勃発、上田政盛敗北し当社は焼失。
- 1577年、金蔵院と近隣住民により再建。
- 1712年、山上が崩壊し、金蔵院の境内へ遷座。
- 1868年、神奈川宿の大火で類焼、神仏分離により金蔵院と境内を分けて当地で復興。
- 1945年、横浜大空襲により焼失、戦後は進駐軍に境内地を接収され西神奈川へ仮遷座。
- 1963年、当地の現社殿完成。

## 境内
拝殿、本殿、舞殿、神輿庫、参集殿、社務所
- 狛犬：1853年、鶴見の石工である飯島吉六の作
- 火伏の公孫樹：大火や戦災を乗り切り一部炭化した御神木
- 摂末社：金刀比羅社、大鳥社、香取社、鹿島社、稲荷社

## 祭事・年中行事
- 例大祭：8月17日前後の土曜日日曜日

## 所在地・交通
神奈川県横浜市神奈川区東神奈川1-1-3
- 京急本線京急東神奈川駅から徒歩1分